# Kunta Kinte
Kunta Kinte (auch in der Schreibweise Kunta Kinteh) ist der Name einer Figur in Alex Haleys 1976 erschienenem Roman Wurzeln. Wie Haley durch eigene Nachforschungen herausgefunden zu haben glaubte, soll Kinte Urahn einer Familie von US-amerikanischen Sklaven gewesen sein, der auch Haley selbst entstammte.

## Beschreibung
Haleys Angaben zufolge wurde Kinte um 1750 geboren und stammte aus dem Dorf Juffure im heutigen westafrikanischen Staat Gambia, dessen zum Volk der Mandinka zählende Einwohner Muslime gewesen seien.
Kunta Kinte sei von Sklavenjägern entführt und am 5. Juli 1767 auf dem Sklavenschiff Lord Ligonier in die damalige britische Kolonie Maryland verbracht worden. Auf einer Versteigerung in Annapolis habe ein Plantagenbesitzer Kinte erworben. Infolge seines widerspenstigen Verhaltens und zweier Fluchtversuche sei der Afrikaner, der sich unter anderem geweigert habe, den ihm verliehenen Sklavennamen Toby zu akzeptieren, von seinen neuen Herren mehrfach misshandelt worden. Nach dem zweiten Fluchtversuch sei ihm der vordere Teil eines Fußes abgehackt worden, um ihn künftig an der Flucht zu hindern. Laut Haley sei Kunta Kinte im Jahr 1810 gestorben.
Obwohl viele der von Haley geschilderten Ereignisse geschichtlich belegbar sind, gilt die Historizität der Person Kunta Kinte selbst als nicht gesichert.
Die Figur war auch Gegenstand der TV-Serien Roots (1977) und Roots (2016)

## Rezeption
- Im 1988 erschienenen Film Der Prinz aus Zamunda betritt die Hauptfigur Prinz Akeem einen Friseursalon und wird vom Kunden Saul im Spaß als „Kunta Kinte“ bezeichnet. Beide Figuren wurden von Eddie Murphy gespielt.[1]
- Am 6. Februar 2011 wurde James Island in Kunta Kinteh Island umbenannt.[2]
- Der französische Rapper Médine veröffentlichte einen gleichnamigen Song auf seinem Album Arabian Panther.
- Der Song A Lap Dance Is so Much Better when the Stripper Is Crying der Rockband Bloodhound Gang, der sich auf dem Album Hooray for Boobies von 1999 befindet, beginnt mit der Textzeile: „I was lonelier than Kunta Kinte at a Merle Haggard concert.“
- Im Lied Si sposa l'Africa auf dem Album Snob (2014) zitiert der italienische Musiker Paolo Conte den Namen Kunta Kintes.
- Der Titel des Songs King Kunta auf dem Album To Pimp a Butterfly von Kendrick Lamar verweist auf Kunta Kinte.
- Eine im Juni 2017 in Dienst gestellte Fähre der Fährverbindung Banjul–Barra wurde Kunta Kinteh benannt.
- Es gibt ein Modelabel namens Kunta Kinte für Herren- und Damen-Oberbekleidungen wie T-Shirts und Pullover. Die Kleidungsaufdrucke zeigen teils Protestcharakter gegen Rassendiskriminierung.
- In Nordrhein-Westfalen gab es zwischen 2015 und 2020 eine Chatgruppe von 15 Polizisten mit dem Namen „Kunta Kinte“. In dieser wurden Bilder mit rassistischen und nationalsozialistischen Inhalten geteilt.[3]